# Zipfelmütze

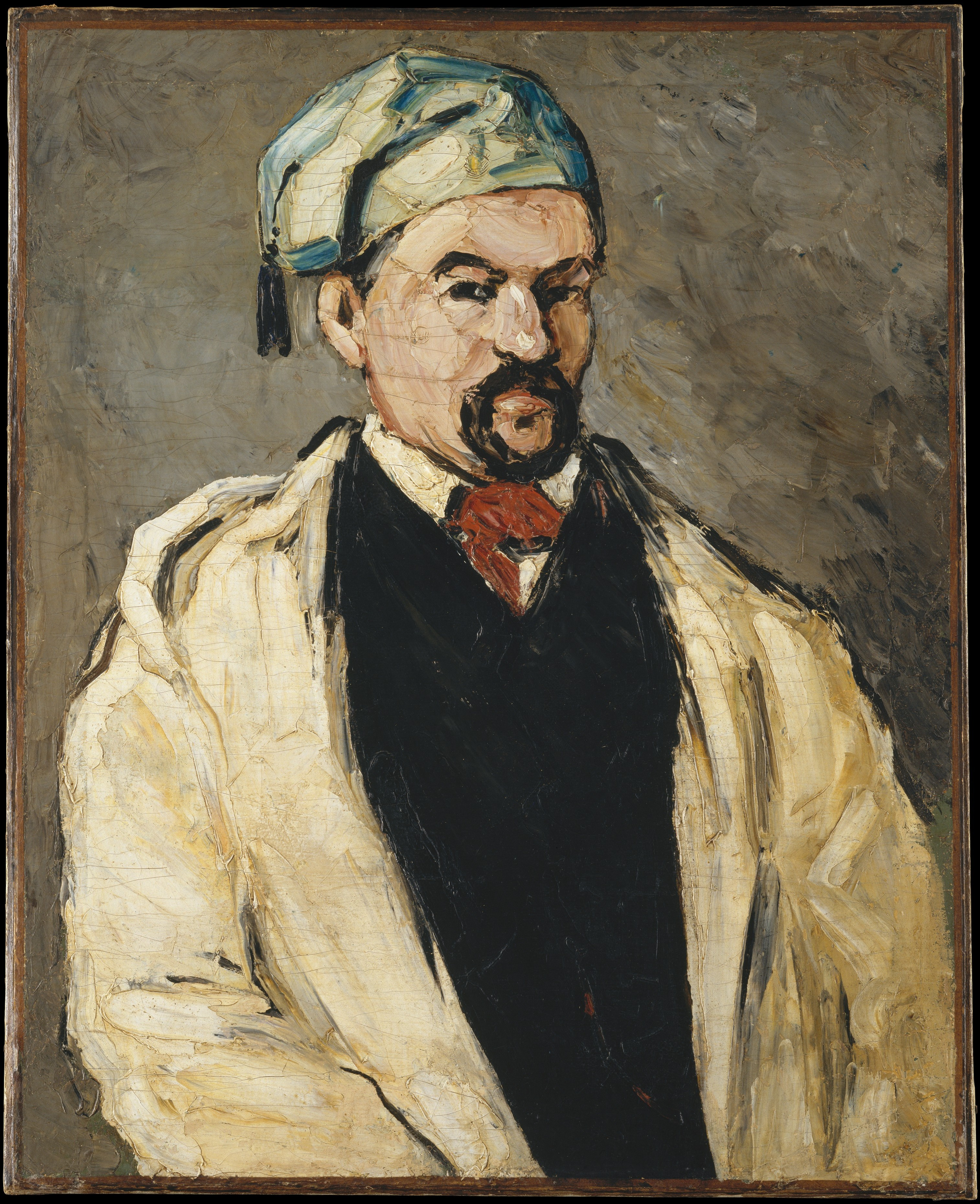
Porträt des Onkel Dominique von Paul Cézanne, 1865 – 67

Die Zipfelmütze, auch Zipfelkappe oder Zipfelhaube (nach mittelhochdeutsch zippel „Kapuze“, spätmittelhochdeutsch zipf „Spitze, Ende“), ist eine kegel- oder sackförmige Kopfbedeckung.
Aufgrund ihrer einfachen Herstellung kommen sie in allen Kulturen vor und sind ungebrochen, von der Antike bis heute, beliebter Gegenstand der Mode.
Oft wird die Mützenspitze durch ein extravagantes Element, etwa eine Quaste, einen Bommel oder ein ähnliches Posament, betont.

## Kulturgeschichte

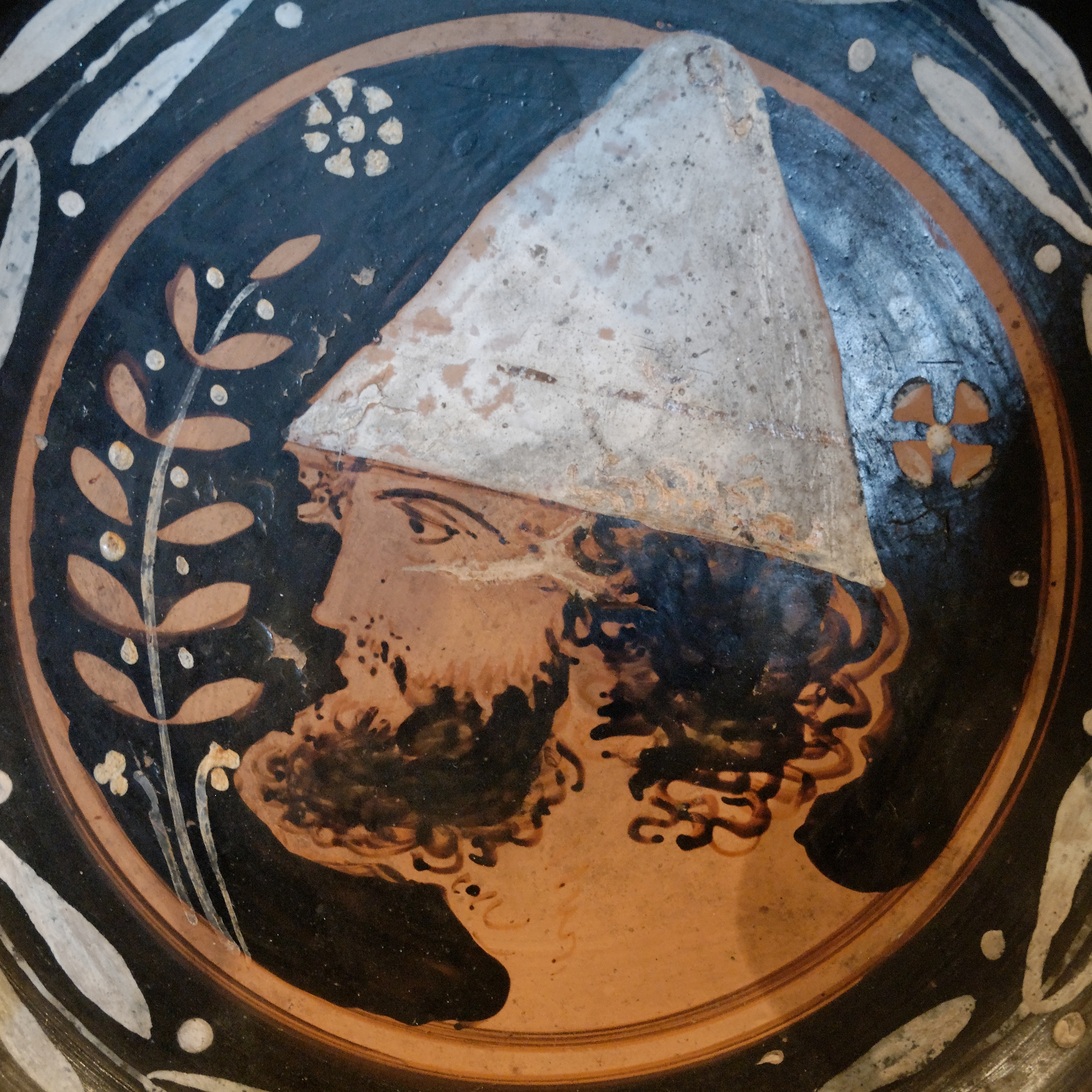
Mann mit konischem Pilos, Apulien, Ende 4. Jahrhundert v. Chr.

Schon in der frühen Eisenzeit wurden Kapuzen aus Fell von Bergleuten bei der Arbeit getragen. Damit stellen sie eines der ältesten bekannten Beispiele für eine spezielle Arbeitskleidung dar. Neben halbkugeligen Filzkappen (pilos oder pileus) waren in der Antike auch spitze, kegelförmige Formen bekannt.
Daneben war in Kleinasien die phrygische Mütze verbreitet, die generell nicht von Frauen getragen werden konnte (außer den halbmythischen Amazonen), deren Spitze gewöhnlich nach vorne überhing. Bei den Griechen galt sie als typische Kopfbedeckung von Barbaren. Die Reiternomaden in den Steppen nördlich des Schwarzen Meeres (Skythen) trugen ähnliche Mützen, mit längeren Nacken- und Ohrenlaschen, vergleichbar mit dem heutigen Baschlik.
Mäntel mit einer angenähten spitzen Kapuze (cucullus) wurden von den Kelten besonders auf Reisen getragen, besonders lange Exemplare von den Barden. Ähnliche Kapuzenmäntel wurden später von den römischen Legionären übernommen.
Aus dem antiken cucullus entstanden die frühmittelalterliche cucula sowie die hoch- und spätmittelalterliche Gugel, eine Kapuze mit mehr oder weniger langem Kragen, die auch vom Adel bei der Jagd oder auf der Reise getragen wurde. Da die Kapuzenspitze aus modischen Gründen immer mehr verlängert wurde, waren auch Bezeichnungen wie zipfel für die Gugel gebräuchlich. Besonders extravagante Formen mit Schellen, Zaddeln oder mehreren Zipfeln blieben als Narrenkappe erhalten, nachdem sie beim Adel aus der Mode gekommen waren.

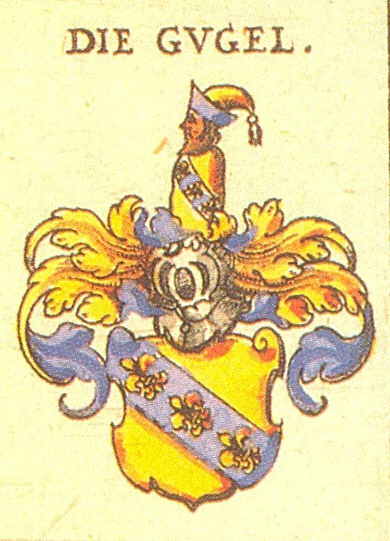
Das Wappen der Nürnberger Patrizierfamilie Gugel, 1605. Die „sprechende“ Helmzier, ein Heidenkopf, zeigt bereits keine mittelalterliche Gugel mehr, sondern eine dem eurasischen Kalpak sehr ähnliche Zipfelmütze.

Im 15. Jahrhundert entwickelten sich aus der Gugel der einfachen Bevölkerung zwei separate Kleidungsstücke: Aus dem Kopfteil wurde die eigentliche Zipfelmütze (auch „Langsack“ genannt, nach der Form der tütenartigen Tücher, durch die man Asche siebte), aus dem Kragen der Goller.
Spätestens seit dem 16. Jahrhundert waren aber auch bei den osteuropäischen Bojaren in Russland und Polen-Litauen neben den hohen, zylinderförmigen Bojarenmützen weiche Pelz- und Filzmützen verbreitet, ähnlich dem zentralasiatischen Kalpak. Die mützenartigen Formen bestanden oft aus nach innen gewendetem Pelz, mit nach außen und oben gekrempelter Pelzstulpe, oder aus einer pelzverbrämten Zipfelmütze aus Leder, Filz oder Tuch. Seit derselben Zeit findet sich besonders in der ungarischen Heraldik der sogenannte Heidenhut, daneben auch in Deutschland und im Habsburgerreich. Weitere Bezeichnungen für diese Gemeine Figur sind: ungarische, albanische oder „Tatarenmütze“.
Aus solchen Formen entwickelte sich, neben der Flügelkappe, seit dem 17. Jahrhundert der Kolpak oder die „Husarenmütze“, die militärische Kopfbedeckung der kroatischen Reiter, Panduren und Husaren, deren Charakteristikum zunächst ebenfalls ein langer, über den Pelzrand herabhängender Stoffbeutel war. Bei den ukrainischen Hajdamaken wurden ähnliche pelzverbrämte Zipfelmützen noch bis Anfang des 20. Jahrhunderts getragen.
Daneben wurde die Zipfelmütze in vielen Regionen Europas Bestandteil der jeweiligen Volkstrachten und gehörte bis zum Anfang des 20. Jahrhunderts zur Alltagskleidung der männlichen Landbevölkerung, der Fischer und Seeleute, so die katalanische Barretina im Mittelmeerraum. Pelzverbrämte Zipfelmützen nach osteuropäischem Vorbild fanden sich besonders in Schweden. Die isländische skotthufa konnte auch von Frauen getragen werden. Die traditionelle Kopfbedeckung der Samen („Vier Winde“) weist sogar vier Zipfel auf.
Im deutschsprachigen Raum wurde die Zipfelmütze hingegen seit dem 16. Jahrhundert nicht nur im ländlichen Umfeld getragen, sondern gehörte vor allem auch zur Hauskleidung des Bürgers, wo sie die Bundhaube verdrängte. Seit Anfang des 18. Jahrhunderts findet sie sich besonders als Schlafmütze.
In Jemen sind bis heute reich verzierte spitze Kapuzen und Mützen, sowohl bei Frauen als auch bei Männern, Teil der Volkstracht. Die Sängerin Ofra Haza präsentierte sich oft damit in Musikvideos und Auftritten.
Im 20. Jahrhundert wurden aus dicker Wolle gestrickte Zipfel- und Pudelmützen von beiden Geschlechtern in der Wintersportmode getragen, zunehmend auch von Kindern. Sackartige oder zweizipfelige Tuques und Beanies sind seit den 1990er Jahren Bestandteil der Technoszene, ebenso Headsocks, einfache, am oberen Ende zugebundene Schläuche aus Wollstoff.

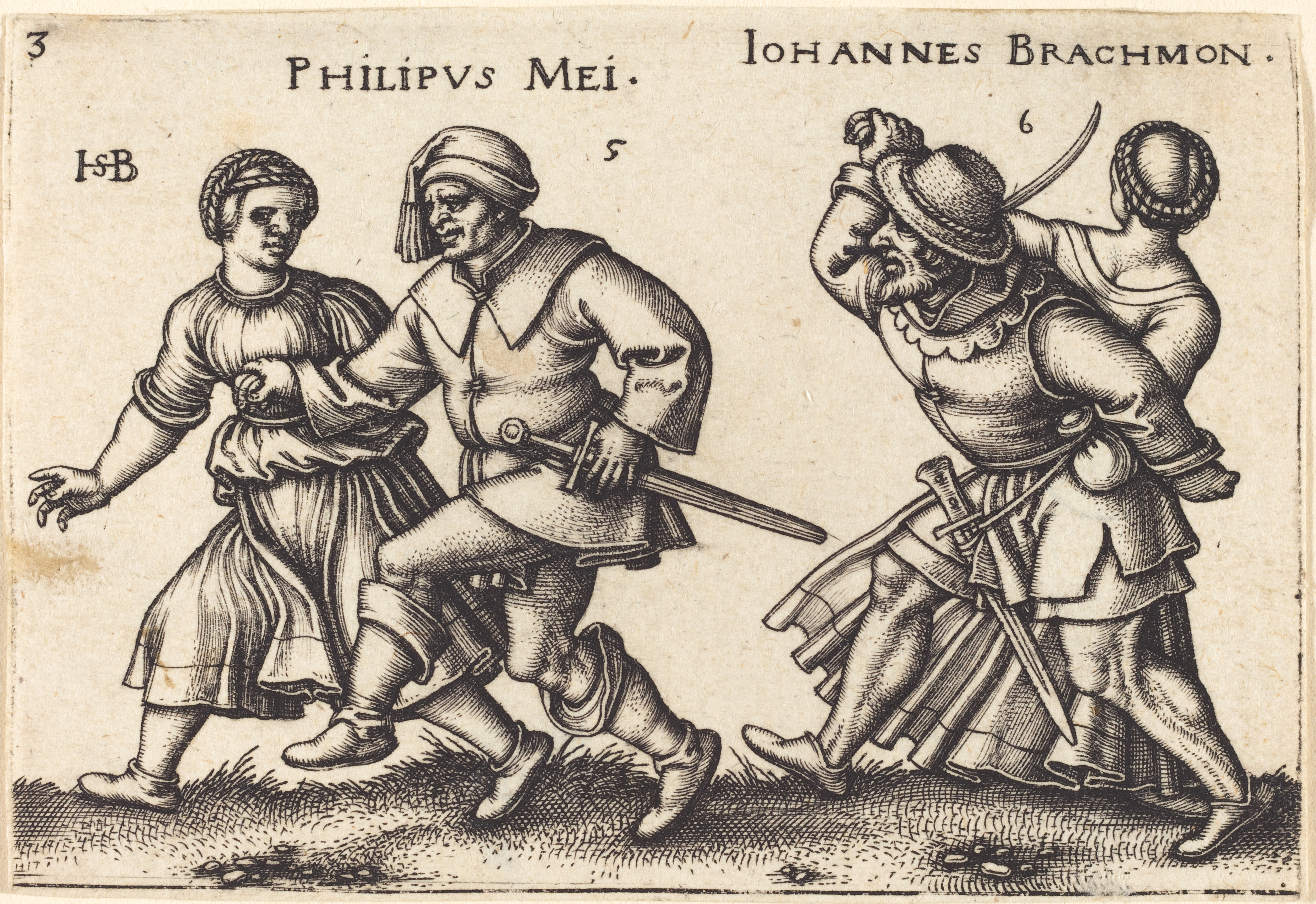
Links: tanzender Bauer (als Symbolisierung des Monats Mai) mit Goller und Zipfelmütze, um 1540
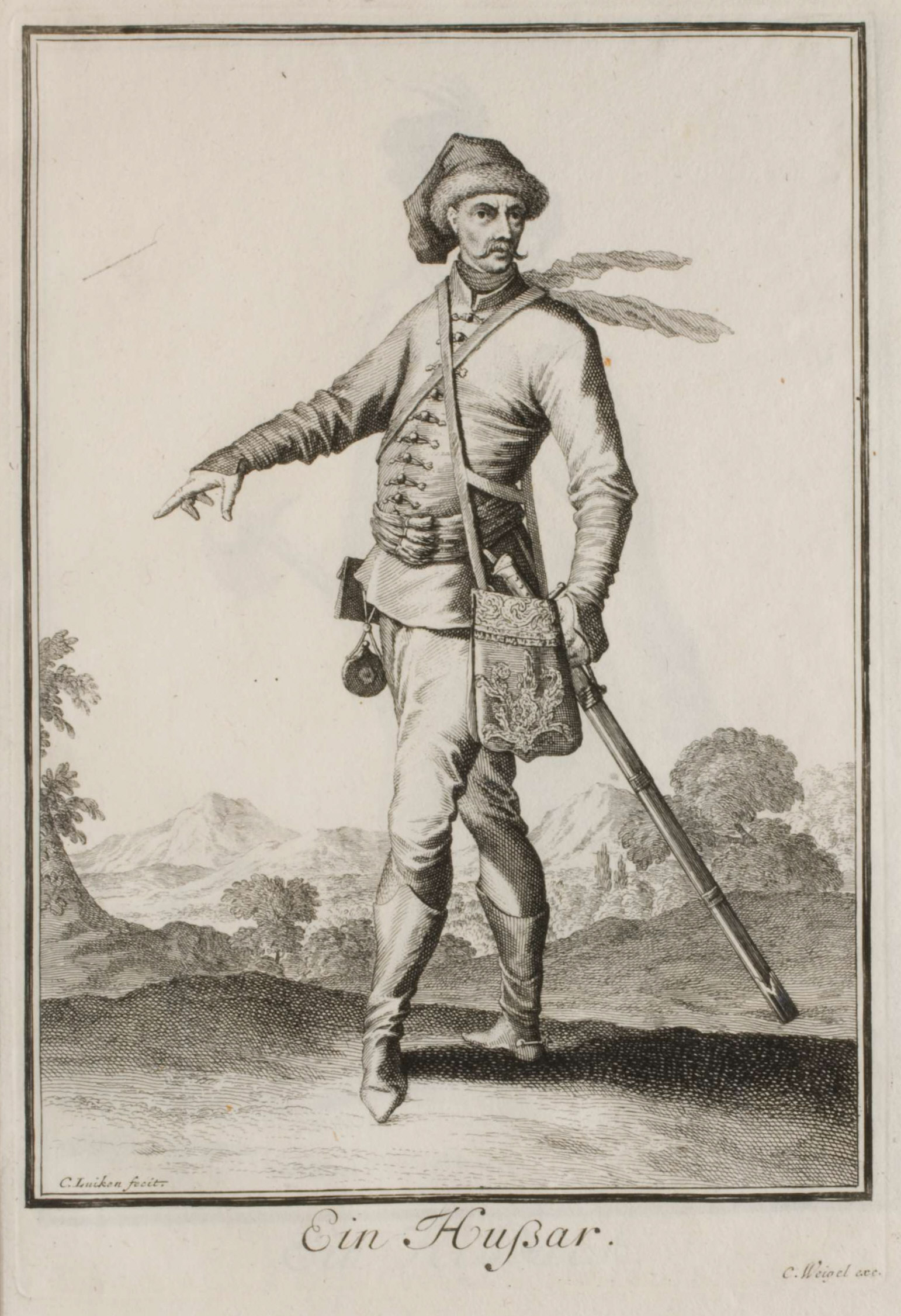
Ein ungarischer Husar (1703) mit einer pelzverbrämten Zipfelmütze
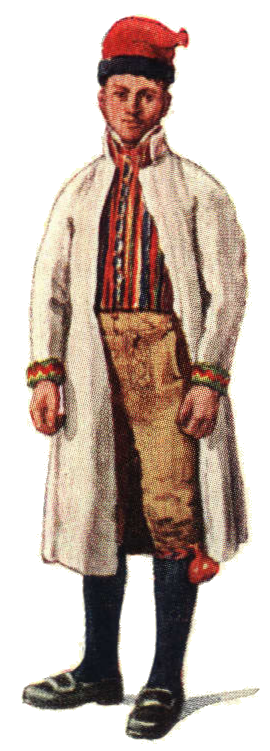
Mann in schwedischer Volkstracht (Dalarna), spätes 18. Jahrhundert
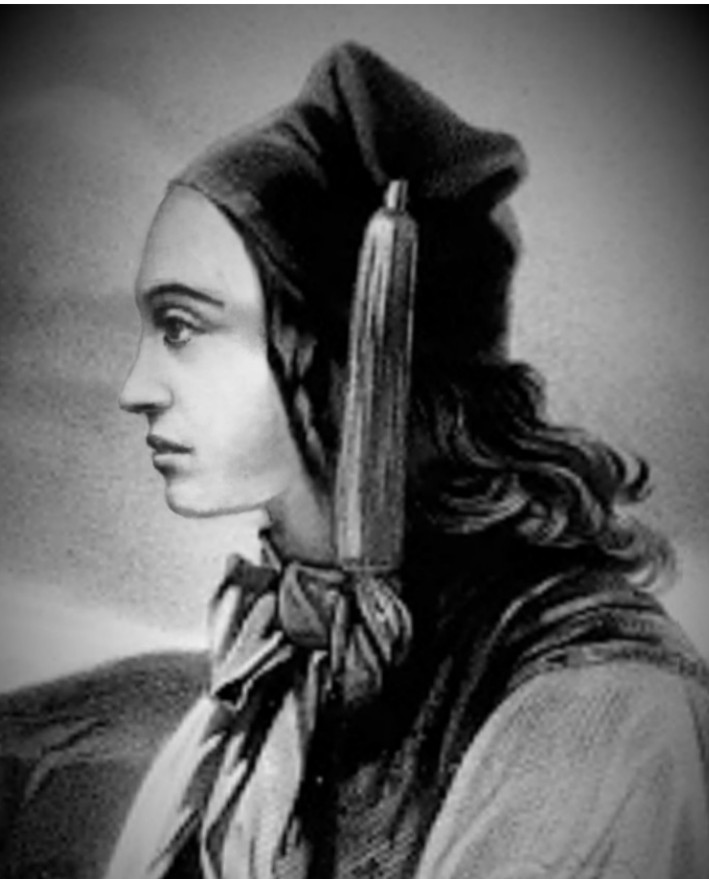
Isländische Frau mit Skotthufa, 19. Jh.
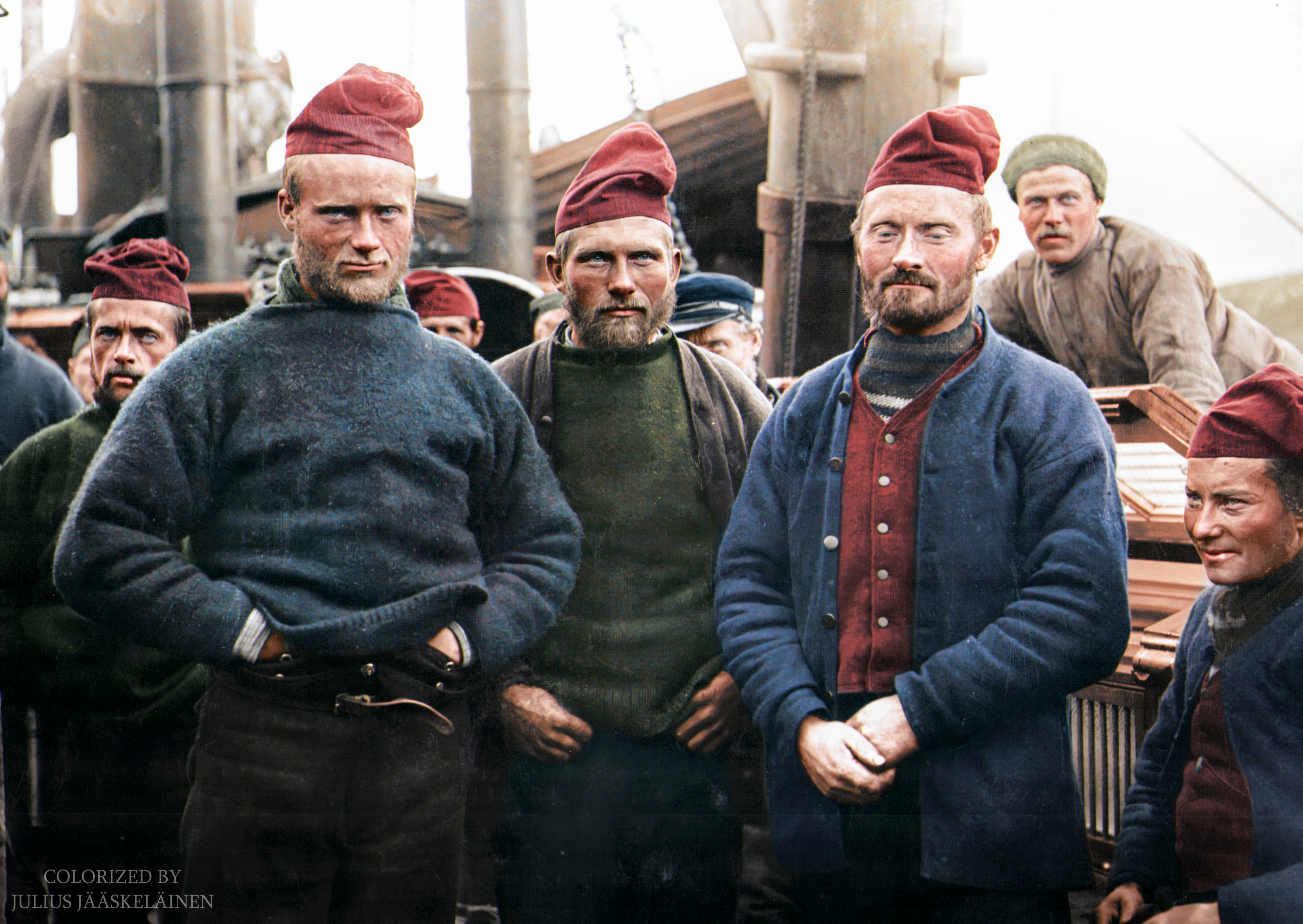
Faröische Fischer, 1898
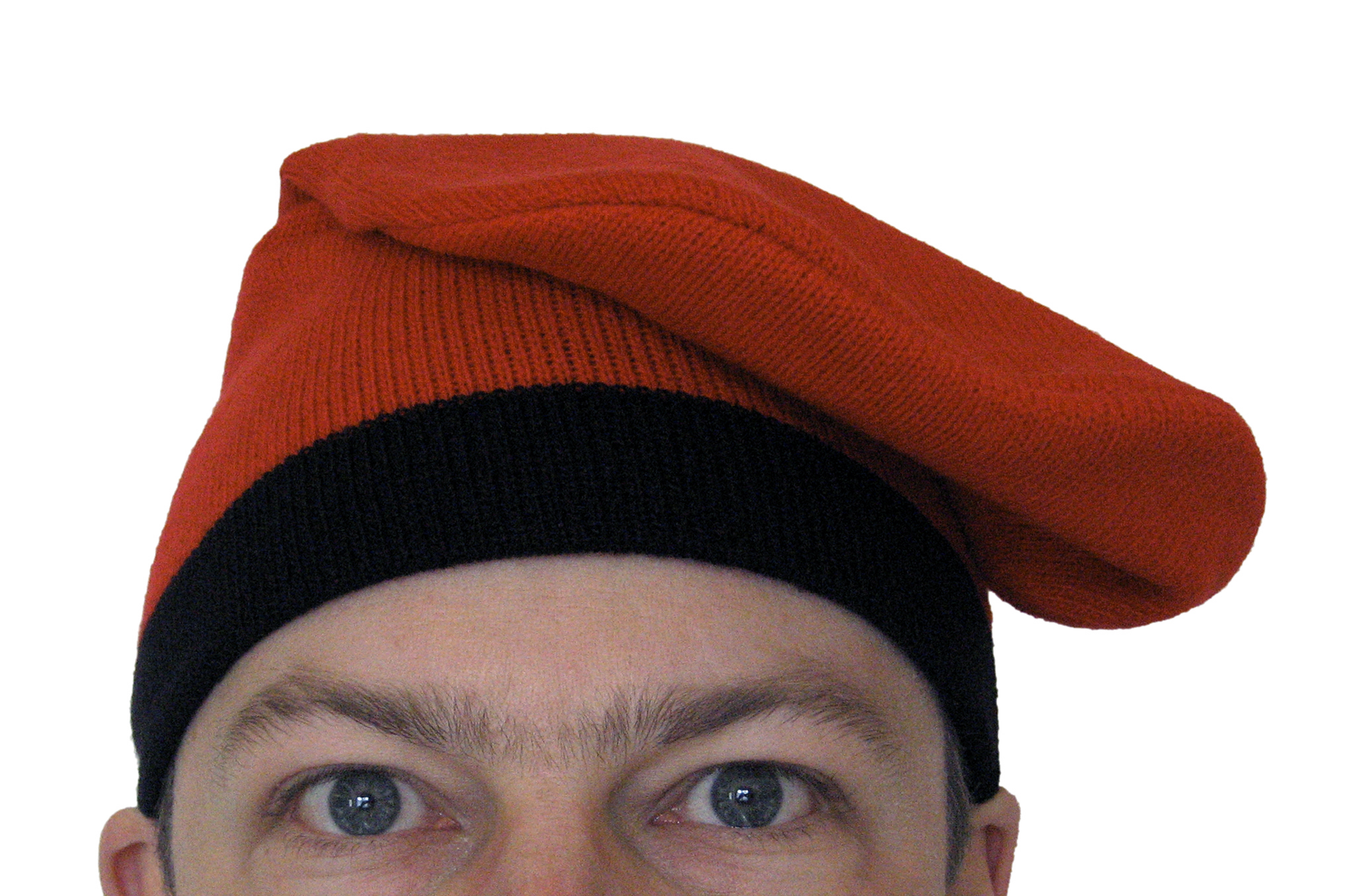
Katalanische Barretina
Beanie

## Bedeutung

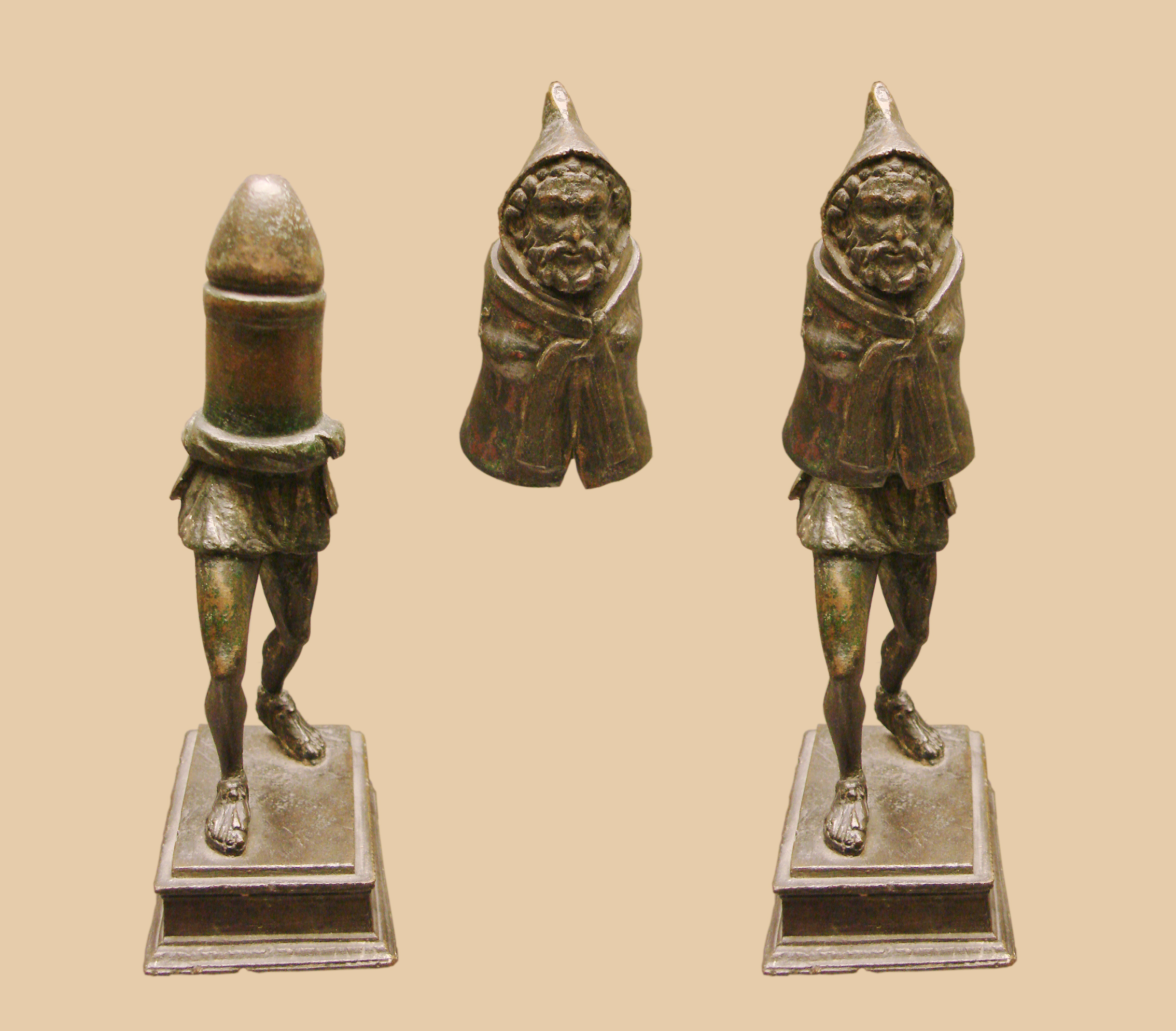
Römische Bronzeskulpturen, 1. Jahrhundert n. Chr. (Picardie), stellen wahrscheinlich den griechisch-römischen Fruchtbarkeitsgott Priapus und/oder einen genius cucullatus dar. Die Fotomontage zeigt, wie der Genius mit Zipfelmütze zur Verhüllung des Phallus dienen kann.

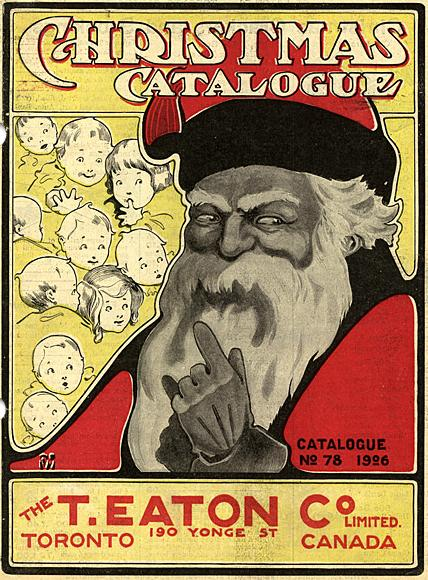
Titelseite von Eaton’s Weihnachtskatalog mit Santa Claus, ca. 1906

Ein Mantel mit spitzer Kapuze war das typische Kleidungsstück der genii cucullati, zwergenartiger gallo-römischer Schutzgeister. In der Regel wird der Reisemantel als Hinweis auf die ständige Einsatzbereitschaft der Genien als Nothelfer interpretiert. Möglicherweise besitzt die Zipfelkapuze aber auch eine phallische Symbolik. Schon bei der phrygischen Mütze, die ursprünglich aus dem Bauchleder und dem Hodensack eines Stiers hergestellt wurde und die mit dem Fruchtbarkeitsgott Attis und dem stiertötenden Sonnengott Mithras in Verbindung gebracht wurde, vermutet man eine Übertragung der Stiersymbolik (u. a. „Zeugungskraft“) auf den Träger. Auf frühen Darstellungen der Heiligen drei Könige (eigentlich die „Weisen aus dem Morgenland“) werden diese mit roten phrygischen Mützen dargestellt, um sie als orientalische Magier zu charakterisieren, vor allem aber als Heiden.
Der katholische Theologe und Brauchtumsforscher Manfred Becker-Huberti hält neben der Commedia dell’Arte und dem Volkstheater auch die zuweilen durchaus derben, komischen Einlagen in mittelalterlichen Dreikönigsspielen für eine Quelle des Kasperletheaters. So soll der Kasper nicht nur seinen Namen von Caspar, einem der Heiligen drei Könige, haben, sondern auch seine (oft rote) Zipfelmütze. Seine ursprünglich sakrale Rolle soll dabei noch gelegentlich durchschimmern: Der Kasper heiratet nie und kämpft unermüdlich gegen die Mächte des Bösen (Teufel, Räuber, Krokodil).
Verwandt ist der katalanische Caganer, wörtlich „Scheißer“ oder „Kacker“, eine geschnitzte Figur in Gestalt eines einfachen katalanischen Landmanns mit roter Barretina, der vielleicht schon seit dem späten 17. Jahrhundert in traditionellen Weihnachtskrippen angebracht wird. Gewöhnlich findet sich die Figur versteckt am Rand der Szene beim Stuhlgang. Laut dem katalanischen Ethnologen und Folkloristen Joan Amades düngt der Caganer auf diese Weise die Erde, macht sie fruchtbar und schenkt so Wohlstand für das neue Jahr. Andere empfinden die Figur als geschmacklos, wenn nicht gar blasphemisch.
Bereits im 16. Jahrhundert erwähnt Georgius Agricola Berichte von Bergleuten über teils gutmütige, teils bösartige Berggeister, die entweder die damalige Arbeitskleidung von Bergleuten mit Kapuze und Arschleder tragen oder Mönchskutten, ebenfalls mit Kapuze. In den zeitgenössischen bildlichen Darstellungen erscheinen dieselben chthonischen Wesen allerdings in der Gestalt von Dämonen und Teufeln.
Erst seit Anfang des 19. Jahrhunderts wurden Kapuzen und Zipfelmützen, z. B. in Buchillustrationen, emblematisch für Zwerge, Wichtel, Heinzelmännchen und Kobolde, ebenso der skandinavischen Nissen (Dänemark, Norwegen) und der Tomten (Schweden, Finnland). Mit dieser Anlehnung an die mittelalterlichen und zeitgenössischen Volkstrachten sollte wohl die Volkstümlichkeit der betreffenden Überlieferungen unterstrichen werden.
Damit einher ging die Säkularisierung des heiligen Bischofs Nikolaus von Myra als traditioneller Gabenbringer in der Weihnachtszeit. In Skandinavien übernahm seine Rolle als Weihnachtsmann der Julenisse (Nisse ist eine dänische Koseform des Namens Nikolaus) oder der Jultomte, ein kleines, dickes, altes, bärtiges Männlein mit roter Zipfelmütze. Seine noch kleineren Begleiter wurden in der modernen amerikanischen und der heutigen globalisierten Popkultur zu Santa’s little helpers. Die charakteristische pelzverbrämte Zipfelmütze des Weihnachtsmannes entstand hingegen wohl aus der Mitra, der bischöflichen Kopfbedeckung des Bischofs Nikolaus, durch Assimilierung mit seinen „rauen“, eher „pelzigen“, strafenden Begleitern in der deutschen Tradition, etwa dem Knecht Ruprecht, den rauen Perchten oder dem gezähmten Teufel.
In den Kulturkämpfen Kanadas zwischen englisch- und französischsprachigen Einwanderern im 19. Jahrhundert spielte die „tuque“ eine Rolle als polemisches Symbol. Sie galt den Anglophonen als ein Zeichen einer frankophonen Rückständigkeit und Bäuerlichkeit und vermischte sich gern mit antiklerikalen Aussagen, da die katholische Kirche in Quebec jahrzehntelang vorherrschte; der französischsprechende Träger der Mütze hieß „Jean-Baptiste“ (nach: Johannes der Täufer), denn unter diesem Namen hatten sich bereits sehr früh, seit 1834, die Frankophonen versammelt. Das berühmte Montrealer Künstlermanifest „Refus Total“ (totaler Widerstand) von 1948 forderte in der kritischen Tradition:

„Zum Teufel mit dem Weihwasserbecken und der Mütze!“

Dabei war die Mütze durchaus auch als Bischofsmütze, Mitra, zu verstehen.

## Deutschsprachiger Raum
Ab dem 17. Jahrhundert ist die Bezeichnung für diese Mütze, die ganz überwiegend nur von Männern getragen wurde, auch in Nord- und Mitteldeutschland geläufig. Erst seit dem 19. Jahrhundert und vermehrt seit Mitte des 20. Jahrhunderts werden Zipfelmützen auch von Kindern und Frauen getragen.
Weitere Bezeichnungen sind Kasper(le)mütze, Michelmütze, Beutelmütze, Sackmütze, Pusse (westliches Niedersachsen), Klingelbüdel (scherzhaft niederdeutsch), Flöhseckel (scherzhaft schwäbisch), Zöttelchappe, Troddelmütze, Quasterkapp, Bammel-, Bambel-, Bimpel-, Bummel-, Bumpel-, Pampel-, Pimpelmütze (Rheinland bis Thüringen), Klöppelmütsch, Pinnmütze, Plümm(en)mütze (Ruhrgebiet), Plüsmütze, Büsselchappe, Fäuselchappe (Schweiz), Schnud(d)elkappe, Schwanzkappe (Oberhessen, Westerwald); für gestrickte Zipfelmützen: Strumpfmütze, Strumpfbetzel; für mit (weißem) Pelz verbrämte: Nikolausmütze, Weihnachtsmannmütze und noch viele mehr.
Ebenfalls seit Anfang des 19. Jahrhunderts wurde die Zipfelmütze besonders in der politischen Karikatur zum Erkennungszeichen des Deutschen Michels, der nationalen Personifikation der Deutschen. Angelehnt an Sprichwörter des Humanismus und des Barocks symbolisiert der Deutsche Michel den vorgeblichen „Nationalcharakter“ der Deutschen, ihre Tugenden und besonders ihre Untugenden. Hierbei steht die Zipfelmütze entweder für die Kopfbedeckung des biederen, naiven, ungebildeten, bis ungehobelten und versoffenen, aber auch von ausländischen Moden „unverdorbenen“ Landmanns, oder, besonders im Zusammenhang mit der gescheiterten Revolution von 1848, für die Schlafmütze des ebenso biederen, gemütlichen, phlegmatischen, politisch desinteressierten, „verschlafenen“ Bürgers oder Spießers. Noch heute wirkt diese Konnotation in der Ikonographie des als typisch deutsch geltenden Gartenzwergs nach.
Weitere bekannte Zipfelmützenträger sind Die Schlümpfe, die Mainzelmännchen (mit phrygischen Mützen) und das Sandmännchen.

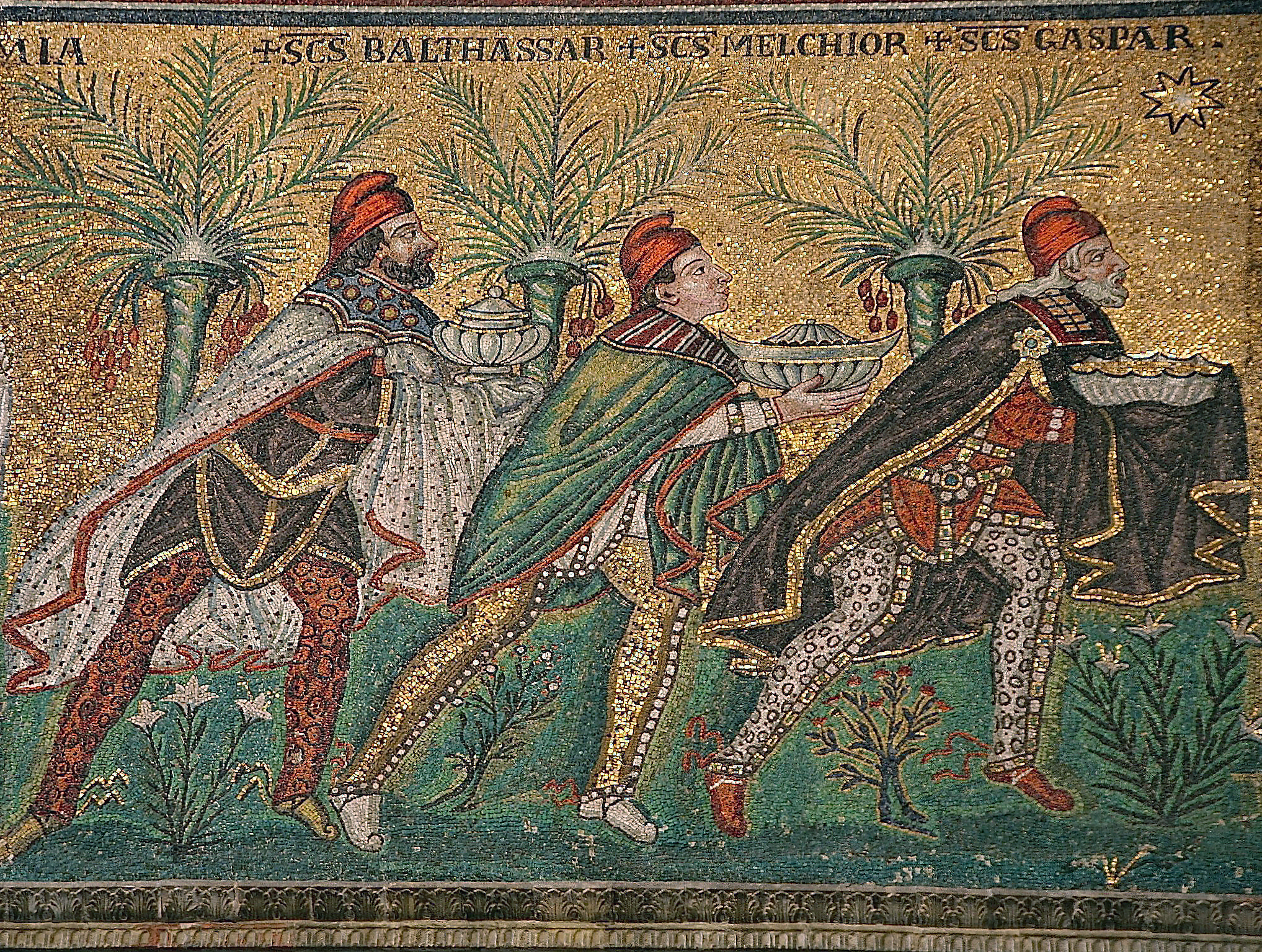
Die drei Weisen aus dem Morgenland mit roten phrygischen Mützen, Ravenna, 6. Jahrhundert
Wappen von Köditz, Oberfranken, Heidenhut mit Stulp aus Hermelin
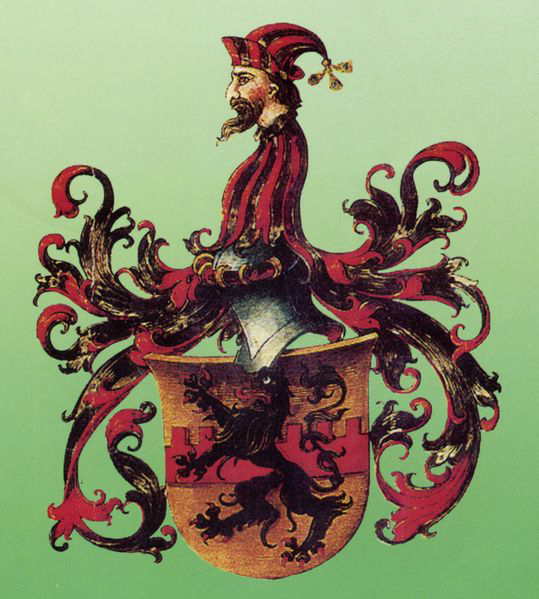
Markgräfliches Wappen von Siebenlehn, Landkreis Mittelsachsen
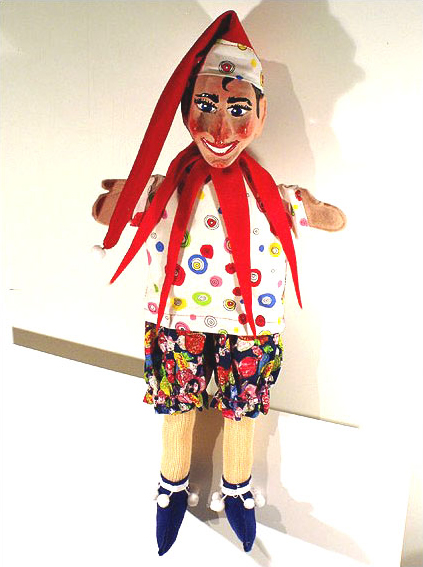
Kasperlepuppe
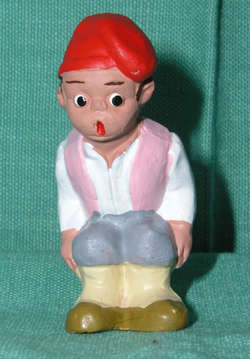
Caganer
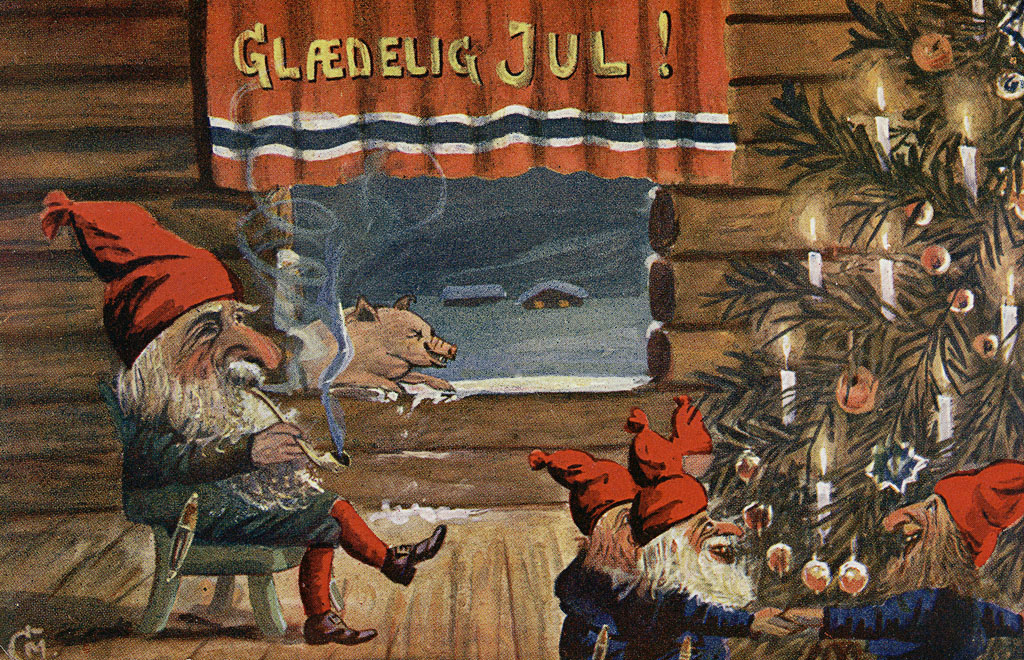
Norwegische Weihnachtswichtel auf einer Postkarte von Christian Magnus, ca. 1917
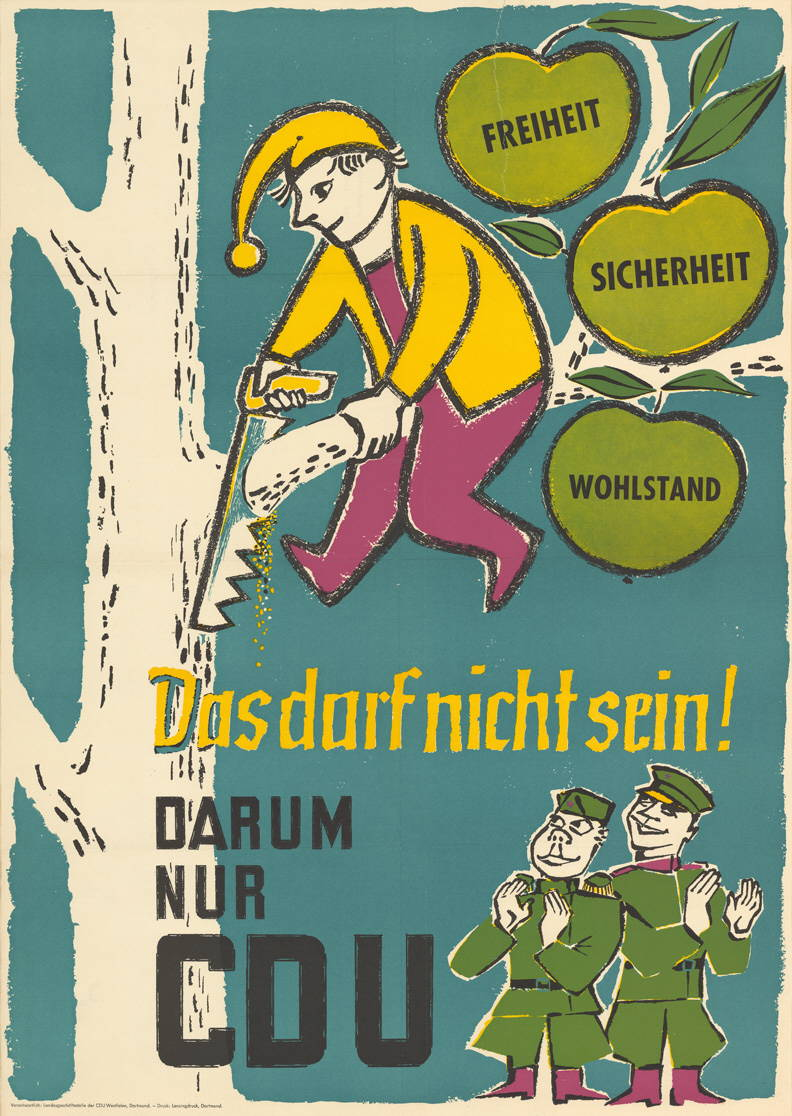
Der Deutsche Michel sägt, zur Freude der Sowjets, am Ast, auf dem er sitzt. Wahlkampfplakat des Kalten Krieges, 1957